# Lu Watters
Lucius „Lu“ Watters (* 19. Dezember 1911 in Santa Cruz; † 5. November 1989 in Santa Rosa) war ein US-amerikanischer Jazz-Trompeter des New-Orleans-Jazz-Revivals in San Francisco, Gründer der „Yerba Buena Jazz Band“.

## Leben und Wirken
Watters spielte ab dem 12. Lebensjahr Trompete, besuchte die St. Josephs Military Academy und die University of San Francisco mit einem Musikstipendium und hatte seinen ersten Job auf einem Kreuzfahrtschiff in Richtung China. Er arbeitete bei Bob Crosby und gründete dann 1939 die „Yerba Buena Jazz Band“ in Oakland, die im „Dawn Club“ in San Francisco (Annie Street) spielten. Ihr Vorbild war die Joe King Oliver’s Band mit Louis Armstrong. Mit der sehr populären Band war er führend im Dixieland Revival der 1940er Jahre an der Westküste, unterbrochen von seiner Zeit bei der Navy im Zweiten Weltkrieg ab 1942. In der Band spielten der Posaunist Turk Murphy (1915–1987), der Banjospieler Joe Mordechai, der Schlagzeuger Bill Dart, der Tuba-Spieler Dick Lammi, der zweite Trompeter Bob Scobey, der Klarinettist Bob Helm, der Sänger und Banjospieler Clancy Hayes und der Pianist Wally Rose sowie zeitweise Dick Oxtot (Murphy, Scobey und Oxtot gründeten später eigene Bands). Die Band spielte auch eigene Kompositionen von Watters (wie „Sage Hen Strut“, „Big Bear Stomp“, „Doin the Hambone“ oder „Antigua Blues“, benannt nach dem Schiff, auf dem er 1944 diente). 1950 gab Watters die Band auf und beendete 1957 seine Karriere als professioneller Jazzmusiker, um Geologie zu studieren, die er an der Sonoma State University in Kalifornien (Rohnert Park) unterrichtete. Sein Hauptarbeitsgebiet war die Erdbebenforschung, und aus Anlass von Kampagnen gegen den Bau von Kernkraftwerken auf der San-Andreas-Verwerfung spielte er wieder mit Turk Murphy auf Protestveranstaltungen (1963). Daneben war er Küchenchef in einem eigenen Restaurant.